# Averil Margaret Lysaght

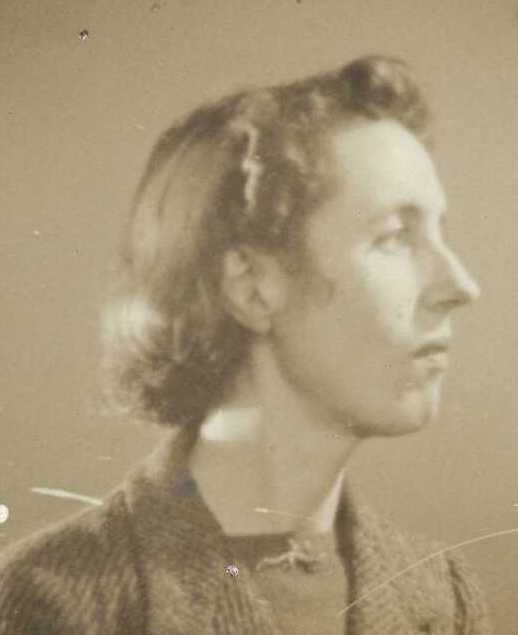
Averil Lysaght (Porträt)

Averil Margaret Lysaght (* 14. April 1905 in Mokoia bei Hawera, Nordinsel; † 21. August 1981 in London) war eine neuseeländische Biologin und Naturhistorikerin.

## Leben
Lysaght war die zweite von fünf Töchtern von Brian Cuthbert und Emily Muriel Lysaght, geborene Stowe. Ihr Vater war Landwirt. Zusammen mit ihren Schwestern wurde sie bis zu ihrem 12. Lebensjahr zu Hause von Gouvernanten unterrichtet. Anschließend kam sie auf das Internat der Chilton House School in Wellington. Bereits als Kind interessierte sie sich für Naturgeschichte. Im Alter von 15 Jahren entdeckte sie auf dem Mount Taranaki eine neue Nachtfalterart, die 1921 vom Entomologen George Vernon Hudson zu ihren Ehren als Graphania averilla erstbeschrieben wurde. Im Alter von 20 Jahren schrieb Lysaght ihre ersten beiden wissenschaftlichen Artikel.
Ab 1923 absolvierte sie ein Zoologiestudium an der Victoria University College in Wellington, bei dem sie 1928 den BSc und 1929 den MSc mit einer Dissertation über die Biologie über Käfergattung Eucolaspis erlangte. Von 1927 bis 1929 war sie Mitarbeiterin der Abteilung für Entomologie am Cawthron Institute. In den Jahren 1931 bis 1932 war sie vorübergehend Assistentin in Zoologie am Victoria University College und von 1940 bis 1941 Dozentin in Zoologie.
In den frühen 1930er Jahren ging Lysaght nach England. Nach Abschluss ihrer Forschungsarbeiten an der Rothamsted Experimental Station in Hertfordshire, promovierte sie 1935 an der University of London mit einer Doktorarbeit über die Fadenwürmerparasiten der Fransenflügler. Von 1935 bis 1938 war sie im Plymouth-Labor der Marine Biological Association of the United Kingdom tätig und arbeitete auch als Referentin am Imperial Institute of Entomology. Zwischen 1936 und 1943 veröffentlichte sie fünf Arbeiten zur Parasitologie, darunter zwei Schriften über Saugwürmer, die in Gastropoden parasitieren.
Während des Zweiten Weltkriegs lehrte Lysaght an den Universitäten von Hull und Nottingham und arbeitete im Ministry of Information in der China-Abteilung. Von 1945 bis 1946 hatte sie eine Stelle beim British Council, wo sie über das  Büro von Joseph Needham in Chongqing für die Lieferung von wissenschaftlichen und technischen Büchern an chinesische Universitäten und wissenschaftliche Einrichtungen zuständig war.
In den Jahren 1947 und 1948 war Lysaght als Redaktionsassistentin für den zoologischen Teil der Chambers’ Encyclopedia tätig. Während dieser Zeit lernte sie Norman Boyd Kinnear, den damaligen Direktor des British Museum of Natural History, kennen, der sie ermutigte, sich mit Vögeln und der Illustration von Vögeln zu beschäftigen. Die jahrelange Forschung gipfelte in dem Buch The book of birds: five centuries of bird illustration, das schließlich 1975 veröffentlicht wurde.
Ende 1948 kehrte sie für einen einjährigen Urlaub nach Neuseeland zurück. Während eines Aufenthalts in der Alexander Turnbull Library fand sie eine Abschrift der Zeitschrift Endeavour von Joseph Banks, die für seinen Freund Constantine Phipps angefertigt worden war. Die Entdeckung bestärkte Lysaght in ihrer Entschlossenheit, die Schriften von Banks zu studieren und besser bekannt zu machen. In Zusammenarbeit mit dem John Cawte Beaglehole als Herausgeber half sie bei der wissenschaftlichen Kommentierung der ersten beiden Bände der Zeitschriften The journals of Captain James Cook (1955, 1961) und The Endeavour journal of Joseph Banks (1962).
Lysaght entwickelte zunächst in Nottingham und später an der St. Martin’s School of Art in London künstlerische Fertigkeiten, die ihr bei ihren Studien über die Kunst der frühen Pazifikforscher und auch bei ihrem Buch The book of birds: five centuries of bird illustration zugutekamen. 1962 hatte sie eine Einzelausstellung in Leicester, wo die meisten ihrer Gemälde auf Saa-Papier aus den Fasern des Seidelbasts gemalt wurden.
1971 erschien Lysaghts monumentales Werk Joseph Banks in Neufundland and Labrador, 1766. Es war das Ergebnis von 20 Jahren akribischer Forschung und führte 1979 zur Verleihung eines Ehren-Doktortitels in Literatur der Memorial University of Newfoundland. Dieses Buch und The book of birds: five centuries of bird illustration sind die wichtigsten wissenschaftlichen Werke ihrer Karriere.